# Тынаев, Мамбет
Мамбет Тынаев — советский хозяйственный и политический деятель, лауреат Государственной премии СССР за выдающиеся достижения в труде.

## Биография
Родился в 1909 году в селе Темир-Канат. Член КПСС.
Образование среднее
С 1925 года — чабан, старший чабан Оргочорской овцеводческой опытной станции Джети-Огузского района Киргизской ССР.
Работая пастухом, вырастил 29 000 ягнят (4500 из которых были племенными), каждый из них имел в среднем живую массу в 29,5 кг. С каждой овцы состригал по 3,5-6,4 кг шерсти.
За значительное увеличение валового производства высококачественной продукции животноводства на основе применения прогрессивной технологии был в составе коллектива удостоен Государственной премии СССР за выдающиеся достижения в труде 1975 года.
Умер в Оргочоре в 1975 году.
Именем Тынаева названа средняя школа в Оргочоре.
Сын Джамак Тынаев — Герой Социалистического Труда.